# Francesco Guillot
Francesco Guillot (Chamoux, 6 ottobre 1797 – Torino, 7 aprile 1876) è stato un politico italiano.

## Biografia
Militare, fu Deputato del Regno di Sardegna per quattro legislature.